# Бранкони, Мария Антония фон
Мария Антония фон Бранкони (нем. Maria Antonia von Branconi, урожд. фон Эльзенер; 27 октября 1746, Генуя — 7 июля 1793, Абано-Терме, Венеция) — фаворитка наследного принца Карла Вильгельма Фердинанда Брауншвейгского, подруга Иоганна Вольфганга Гёте и крупная землевладелица, в том числе владелица Лангенштайна. Бранкони считалась первой красавицей Германии своего времени.

## Биография
Мария Антония родилась в немецко-итальянской семье и выросла в Неаполе. В 12 лет она была выдана замуж за королевского чиновника Дж. Дж. Франческо Пессину де Бранкони. К 20 годам Мария Антония Бранкони уже была вдовой и матерью двоих детей — сына и дочери. Спустя месяц, в ноябре 1766 года она познакомилась с наследником брауншвейгского престола Карлом Вильгельмом Фердинандом, который после своей женитьбы в 1764 году совершал длительные путешествия по Европе.
Бранкони отправилась в качестве официальной фаворитки наследного принца в Брауншвейг. В 1767 году от Карла Вильгельма Фердинанда у Марии Антонии родился сын Карл Антон Фердинанд, который при содействии своего деда герцога Карла I Брауншвейгского впоследствии получил титул имперского графа Форстенбурга. Воспитанием внебрачного сына наследника престола занимался учёный Иоганн Иоахим Эшенбург (1743—1820). Бранкони владела в Брауншвейге дворцом на Вильгельмштрассе, где собирались сливки местного общества. В 1776 году она приобрела поместье Лангенштайн в Хальберштадте. В 1774 году император Иосиф II присвоил ей и её детям от Бранкони дворянское звание.
Разрыв с наследным принцем состоялся в 1777 году после того, как его новой фавориткой стала Луиза фон Гертефельд. Бранкони перебралась в Лангенштайн и много путешествовала по Швейцарии и Франции. В 1786 году она приобрела поместье Шане близ Нёвшателя. С 1787 по 1791 годы проживала в Париже. В 1788 году у неё родился ещё один сын Жюль Адольф Мари. В связи с ухудшением состояния здоровья Бранкони много ездила по курортам и умерла в 1793 году в Абано.
Во время своего пребывания в Брауншвейге Бранкони познакомилась со многими профессорами местной университета Коллегиум Каролинум. В 1773—1774 году в Хальберштадте она поддерживала контакт с поэтом Иоганном Вильгельмом Людвигом Глеймом. В Ахене в 1774 году она познакомилась с писательницей Софией фон Ларош. Во время поездки по Швейцарии в 1779 году она виделась в Цюрихе с философом и писателем Иоганном Каспаром Лафатером, а в Лозанне познакомилась с Гёте, которого пленила своей красотой и умом. За визитом Бранкони в Веймар последовали два приезда Гёте в Лангенштайн в 1783 и 1784 году. Бранкони и Гёте вели переписку, Гёте посылал ей рукописи своих произведений — «Ифигении в Тавриде» и «Вильгельма Мейстера».